# Friedrich Bogislav von Tauentzien
Friedrich Bogislav von Tauentzien (né le 18 avril 1710 à Tauenzin, arrondissement de Lauenbourg-en-Poméranie et mort le 21 mars 1791 à Breslau) est un général prussien.

## Biographie
Friedrich Bogislav est né à Tauentzien, siège ancestral de sa famille von Tauentzien (de) dans la seigneurie de Lauenburg-en-Poméranie, et se consacre de bonne heure au service militaire, conformément aux traditions de sa famille, comme ses cinq frères, dont plusieurs meurent sur le champ de bataille.
À l'âge de 15 ans, il rejoint le corps des cadets et trois ans plus tard, en 1728, recommandé par son physique imposant, il entre dans le "régiment du Roi" de Frédéric-Guillaume Ier en tant que cadet. En 1734, il devient enseigne ; le 4 août 1740, Frédéric II le nomme second lieutenant avec rang de capitaine dans l'armée, au sein du premier bataillon de la Garde du Corps nouvellement créé, et le nomme en même temps adjudant. En tant que tel, il se trouve auprès du roi lorsque celui-ci entre en Silésie avant la fin de l'année, participe à la bataille de Mollwitz et est l'un des premiers à recevoir l'ordre nouvellement créé Pour le Mérite. En 1744, en tant que major dans l'armée, il commande un bataillon de grenadiers, participe au siège de Prague et à la bataille de Hohenfriedeberg, puis, alors que le roi se trouve depuis longtemps à la frontière de la Bohême, il occupe pendant six semaines, avec deux bataillons, le poste avancé de Neustadt an der Mettau, qui doit couvrir la liaison avec Glatz, où le baron impérial Trenk l'attaque durement pendant cinq jours avec de grandes forces et le sacrifice de nombreuses personnes. Pendant la paix, il est promu chef de compagnie en 1753 et major de la première garde en 1756. En tant que colonel et commandant de celle-ci, il participe en 1757 à la bataille de Kolin, où il résiste, à la tête de son bataillon, aux attaques les plus opiniâtres de quatre bataillons ennemis et de deux régiments de cavalerie, jusqu'à ce qu'il soit enfin dangereusement blessé d'une balle dans le corps. La balle qui l'a atteint est placée plus tard dans sa tombe.
Le bataillon perd 24 officiers et 475 hommes en un peu plus d'une heure à Kolin. Seuls 250 survivent à cette journée sans être blessés. Après son rétablissement, il sert en 1758 dans le corps du prince Heinrich contre les Français et se distingue particulièrement par l'attaque réussie de Hornburg dans la ville de Halberstadt, où il capture le 1er février avec 100 volontaires la garnison française de 300 hommes. Peu de temps après, le roi voulant qu'une grande entreprise soit menée contre les Français, il demande à son frère d'y convoquer Tauentzien, "qui doit tout disposer et diriger pour que je puisse atteindre mon but, car les généraux locaux manquent de vivacité et de bonne disposition". La même année, il le nomme major général et commandant par intérim de Breslau, où il transfère son bataillon de la Garde, si durement éprouvé à Kolin, "puisqu'il s'est distingué de la sorte en tant d'occasions importantes dans la présente guerre".
Le commandement de Breslau est une position de grande confiance pour Tauentzien. La capitale de la Silésie, grand lieu de dépôt de munitions et de provisions, de caisses, de malades et de prisonniers, est d'une importance extrême pour le roi, mais difficile à maintenir comme forteresse sans une forte garnison. Depuis les petites hauteurs au sud, l'ennemi peut bombarder l'intérieur de la ville. En 1757 encore, après la défaite et la capture du duc de Brunswick-Bevern, la forteresse se rend aux forces impériales sous le commandement de Johann Friedrich von Katte et ne retombe entre ses mains qu'après la victoire du roi à la bataille de Leuthen. Pour éviter qu'elle ne subisse à nouveau le même sort, le roi la confie à Tauentzien. La défense de la forteresse en 1760 doit être la grande épreuve de Tauentzien. Les opérations de guerre de la cinquième année de la guerre de Sept Ans commencent par le fait que, alors que le roi Frédéric de Saxe fait face au général impérial Daun, le Feldzeugmeister Gideon Ernst von Laudon, avec des troupes trois fois plus fortes, vainc le corps du général Heinrich August de La Motte-Fouqué à Landeshut après une forte défense et le capture en grande partie le 23 juin.
Il prend alors position avec une partie de son armée à Liegnitz, envoie l'autre à Glatz et s'en empare le 26 juillet par surprise. Couvert sur l'arrière, il peut maintenant se tourner vers Breslau, contre laquelle le général russe Soltykoff s'approche également de Posen par de lentes marches. Les deux généraux, Soltykoff et Laudon, ont déjà infligé à Frédéric sa plus grave défaite à Kunersdorf en 1759. Maintenant, la cour impériale a de nouveau réussi à déterminer la cour de Saint-Pétersbourg, de sorte que Soltykoff reçoit l'ordre de joindre ses opérations à celles de Laudon et de les diriger vers la prise de la capitale de la Silésie. Le roi ne peut quitter Dresde, lorsque Tauentzien lui annonce l'intention des ennemis. Il charge son frère, le prince Henri, qui observe la marche des Russes dans le Neumark, de tenter quelque chose pour sauver Breslau. Le prince se précipite en effet en Silésie, mais apprend dès le 1er août à Glogau que Laudon a entre-temps encerclé Breslau. Le général impérial a reçu l'ordre de s'emparer de la ville, peut-être avant l'arrivée des Russes.
Comme seul un succès rapide correspond aux intentions de son gouvernement, Laudon décide de forcer la forteresse à se rendre par un bombardement de la ville, qu'il ouvre le soir du 1er août, Tauentzien refusant catégoriquement toute capitulation. Aussi terribles que sont les effets du bombardement, ils ne changent pas la décision de Tauentzien. Le lendemain, il fait brûler tous les faubourgs pour empêcher l'ennemi de s'y établir et de tenter un assaut. Cette détermination pousse Laudon à se retirer. Malgré tous les avertissements, les Russes n'arrivent pas assez vite, tandis que le prince Henri s'avance à marches forcées. Le roi Frédéric a lui aussi abandonné le siège de Dresde et se dirige vers la Silésie. En remportant la victoire sur les hauteurs de Pfaffendorf près de Liegnitz le 15 août, il sauve la province menacée. Il récompense le mérite de Tauentzien en le promouvant au rang de lieutenant général et, l'année suivante, il lui décerne également l'ordre de l'Aigle noir. Peu après le siège de Breslau, vers la fin de 1760, Gotthold Ephraim Lessing entre au service de Tauentzien en tant que secrétaire. Il a résumé l'impression qu'il a reçue de son chef par ces mots : "Si le roi de Prusse a été assez malheureux pour pouvoir rassembler son armée sous un arbre, le général Tauentzien se serait certainement tenu sous cet arbre". Il ne retrouva pas une occasion aussi excellente de prouver son efficacité que le court siège de Breslau.
L'année suivante, une nouvelle opération commune des Russes et des Habsbourg en Silésie est prévue, avec pour objectif la prise de Breslau, mais le roi veille à ce qu'elle n'a pas lieu ; ce n'est qu'en passant qu'un détachement de l'armée russe sous les ordres de Czernitscheff, toujours au mois d'août, attaque les faubourgs et dirige un bref bombardement contre la ville. Peu de temps après, Tauentzien lui-même peut se lancer à la poursuite des Russes avec une partie de la garnison, afin d'accélérer quelque peu leur marche de retour. L'année suivante, lorsqu'il n'y a plus rien à craindre des Russes, le roi place Tauentzien, après les victoires de Burkersdorf et de Reichenbach, à la tête du corps qui doit reconquérir Schweidnitz, enlevée par un coup de main de Laudon à l'automne 1761. Il faut alors un siège de plus de deux mois pour reprendre la forteresse. Il peut être intéressant de noter que lors de ce siège, célèbre dans l'histoire de la guerre, les directeurs des travaux d'ingénierie devant et dans la forteresse sont deux Français, Lefebvre et Gribeauval, tous deux amis et auteurs de différentes théories sur l'art du siège. Le défenseur de la forteresse, Gribeauval, s'y montre apparemment plus efficace que son adversaire Lefebvre ; les travaux de ce dernier n'avancent que lentement parce qu'ils sont très efficacement gênés par la forteresse, la circonstance que la garnison est plus nombreuse que le corps de siège n'y étant pas étrangère. Tauentzien compte à peine 10 000 hommes contre 12 500 défenseurs. Impatient, le roi déplace fin septembre son quartier général à proximité et mène personnellement les travaux préparatoires de l'assaut, jusqu'à ce qu'enfin, après qu'une partie des forts de Jauernigk a été mise à nu par une explosion, la vaillante garnison se rende à Tauentzien le 9 octobre, prisonnière de guerre. C'est ainsi que ce dernier associe encore son nom à l'une des dernières opérations de la guerre.
Après la paix, il obtint en 1763 son propre régiment : "Tauentzien à pied". Il est également nommé gouverneur de Breslau. En même temps, comme le roi créé maintenant dans les provinces des inspections générales sur les différentes armes, on lui confie l'inspection de l'infanterie silésienne, tandis que Friedrich Wilhelm von Seydlitz reçoit celle de la cavalerie. Pour ces postes, le roi tient moins compte de l'ancienneté que de l'expérience et du mérite. Tauentzien est strict à l'extrême dans son service et veille scrupuleusement à la discipline et à la présentation. En 1775, il devient général d'infanterie. En tant que tel, il participe à la guerre de Succession de Bavière et commande la deuxième rencontre de l'armée du roi. À plusieurs reprises, il est délégué à des opérations spéciales en tant que général expérimenté. Le roi lui donne à plusieurs reprises des preuves de son respect et de sa faveur. Pour améliorer ses revenus, il lui accorde une place de chanoine à Brandebourg et une autre à Saint-Sébastien de Magdebourg, cette dernière avec la permission de l'aliéner.
Dans les années quatre-vingt, il n'accomplit plus ce que le roi exige de lui, mais celui-ci ne se décide pas à donner son congé au général âgé sans le lui demander. Cependant, après la manœuvre de 1784, il lui écrit une lettre dans laquelle il critique si sévèrement les performances de l'infanterie silésienne placée sous ses ordres, que celui-ci ne peut s'empêcher de demander son renvoi de l'inspection générale. Même après sa démission, il reste en fonction jusqu'à sa mort en tant que gouverneur de Breslau et chef de régiment, se plaçant ainsi sous la surveillance de supérieurs plus jeunes.
Au cours des longues années de son gouvernement, la forteresse de Breslau subit des agrandissements et des renforcements très importants. Comme la guerre de Sept Ans a suffisamment montré l'insuffisance des fortifications existantes, le roi fait non seulement agrandir les anciens ouvrages extérieurs sur la rive gauche par des constructions reliées entre elles, mais il intègre également dans la fortification les parties de la ville situées sur la rive droite en y construisant des retranchements, notamment la grande étoile à ressort derrière la cathédrale. En transformant ainsi Breslau en une grande forteresse sous le gouvernement de Tauentzien et en lui donnant une garnison de plus en plus importante, celui-ci exerce pendant près d'un siècle une influence extrêmement importante, souvent unique, sur toutes les relations de la ville, faisant naturellement passer partout les considérations militaires avant les considérations civiles et se montrant en général sourd à toute idée contraire ou à toute opposition.
Tauentzien est peu fortuné à l'origine, il crée son existence grâce à l'épée, le long service l'amène finalement à la fortune. Le roi lui-même l'estime en 1779 à 150 000 Reichstalers. Tauentzien n'a pas de bâtiment de service à Breslau, il achète en 1764 au prince Radziwill la maison du 2 Junkernstraße, ornée du médaillon en marbre de son ancien secrétaire Lessing. Lessing a été à son service de novembre 1760 à mars 1765. On sait qu'il s'y sentait très peu heureux, non pas parce que la nature rude du général, dépourvu de toute culture scientifique, le rebutait, mais "parce que le roi de Prusse ne paie personne sans être dépendant et sans travailler". Il ne peut absolument pas supporter la contrainte de la fonction. Néanmoins, il doît de riches impressions à ces années, au cours desquelles il apprend à connaître, de sa place privilégiée, les rouages animés de la vie réelle. C'est là que s'est forgé pour lui le caractère de Tellheim.
Il meurt le 21 mars 1791, à l'âge de près de 81 ans. Il est enterré à l'intérieur des fortifications, à l'endroit même où il a été en danger de mort en 1760 et qu'il a demandé au roi de lui accorder comme lieu de repos.
Le prince Henri de Prusse lui dédie une plaque sur son obélisque de Rheinsberg.

## Famille

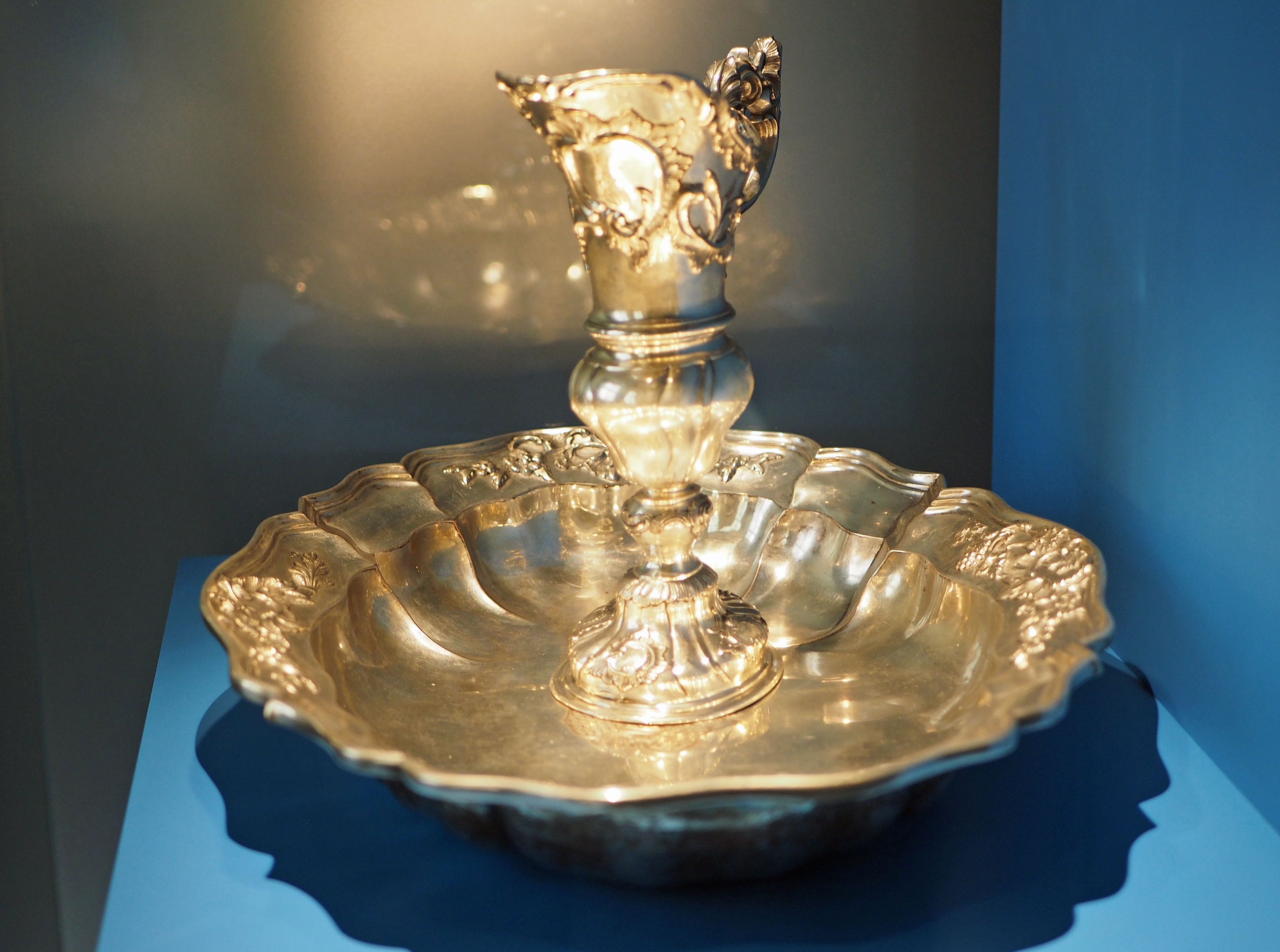
Cruche et bassin en argent appartenant à von Tauentzien (à partir de 1774 ?) au

Tauentzien se marie avec Johanna Charlotte von dem Knesebeck (de), fille du lieutenant-colonel Johann Karl Christoph von dem Knesebeck, qui a autrefois commandé le régiment royal de Frédéric-Guillaume Ier. Il a deux fils, dont l'aîné, Bogislaw Friedrich Emanuel, augmente encore la renommée du nom paternel en tant que chef militaire. Le fils cadet Carl Heinrich (né le 21 mars 1766 et mort le 16 octobre 1807) se marie avec Philippine Johanna Marie von Arndt (née le 19 octobre 1781 et morte le 28 mars 1845) et meurt au domaine de Balkow comme major prussien à la retraite. Ses quatre filles se marient avec des familles importantes
- Johanna Catherine (née en 1755) mariée en 1776 avec Heinrich Christian Kurt von Haugwitz (né le 11 juin 1752 et mort le 9 février 1832)
- Wilhelmine Sophie (née le 11 septembre 1763 et mort le 18 février 1842) mariée avec Hardwig Ludwig Anton von Hoym (né le 20 juillet 1750 et mort le 18 février 1811) président de chambre de Varsovie[1]
- Charlotte Luise (née le 14 août 1750 et morte le 3 novembre 1818) mariée avec Gottfried Heinrich Leopold von Schmettau (né le 21 octobre 1732 et mort le 15 novembre 1812)[2]
- Friederike Elisabeth (née le 13 novembre 1761 et morte en juillet 1835) mariée le 3 février 1780 avec August Wilhelm von Kleist (né le 26 février 1751 et mort le 13 octobre 1797), chamberlain

## Monument funéraire

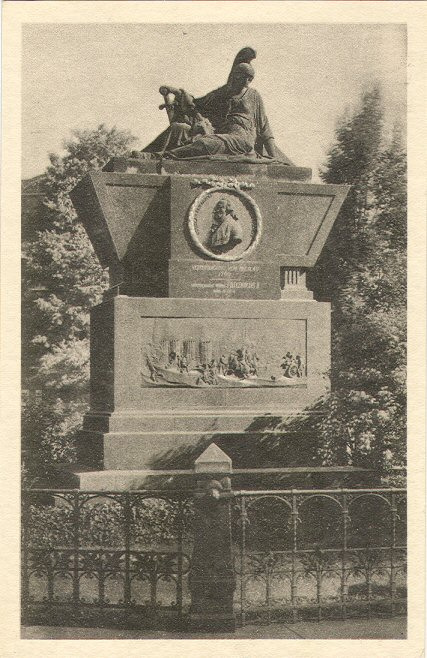
Le monument Tauentzien à Breslau

Le monument du général Tauentzien est érigé en 1795 par sa famille pour lui servir de tombeau. Il est réalisé selon une conception conjointe de l'architecte Carl Gotthard Langhans et du sculpteur Johann Gottfried Schadow et doit commémorer un événement particulier de la vie du général avec des reliefs narratifs (sortie de Breslau assiégée et reprise de la forteresse de Schweidnitz) et une sculpture. Selon ce dernier, il n'aurait survécu que par chance à la bataille contre l'Autriche en 1760. Le bas-relief du monument est réalisé par le sculpteur Gottfried Stein de Breslau. Sur le lieu de l'ancienne bataille - à Breslau, devant la porte de Schweidnitz - est érigé un monument funéraire d'une taille inhabituelle pour un général ordinaire. Pour souligner le caractère du monument, un parc est spécialement aménagé dans lequel le tombeau est intégré.
À l'origine, l'objet a été érigé en tant que monument funéraire coûteux par la famille du défunt, sans prétendre à un hommage public, qui est habituellement réservé aux princes. Ce n'est qu'avec le temps que le monument funéraire a acquis une dimension publique et s'est imposé dans le paysage urbain de Breslau, de sorte qu'il est perçu plus tard comme un monument d'honneur plutôt que comme un monument funéraire.
Lorsque les Français entrent dans Breslau en 1806, ils font démanteler les fortifications de la ville. À partir de 1810, la municipalité réaménage les faubourgs. Ainsi, dans le cadre du prolongement de la rue de Schweidnitz, une place carrée est aménagée autour de ce monument, plaçant la tombe en son centre. La transformation en monument d'honneur est complétée par une clôture autour du monument et par le changement du nom de la place en « place Tauentzien (de) ». Ce n'est qu'à partir de ce moment que la tombe privée devient un monument public.
Après la Seconde Guerre mondiale, Breslau passe aux mains des Polonais. Le monument funéraire est démoli et la place détruite est reconstruite en 1954 dans le style du réalisme socialiste, tout en s'appuyant également sur le classicisme français. Cependant, lorsque le monument est démoli en 1945, l'administration polonaise ne savait probablement pas qu'il avait effectivement servi de sépulture, donc un cercueil avec des ossements aurait dû être retrouvé dans le sol. Ainsi, les restes du cercueil doivent encore exister sous terre aujourd'hui au centre de cette place (maintenant nommée d'après le héros national polonais place Tadeusz Kościuszko).